# Choeromorpha violaceicornis
Choeromorpha violaceicornis es una especie de escarabajo longicornio de la subfamilia Lamiinae. Fue descrita científicamente por Heller en 1921.
Se distribuye por Filipinas. Posee una longitud corporal de 18 milímetros.